# Evropski socialni sklad
Evropski socialni sklad (ESS) je glavni instrument Evrope, ki podpira zaposlovanje, pomaga ljudem dobiti boljša delovna mesta in zagotavlja državljanom EU bolj poštene zaposlitvene možnosti. Deluje z vlaganjem v evropski človeški kapital – delavce, mlade in vse tiste, ki iščejo zaposlitev. 

## Zgodovina
Evropski socialni sklad je bil ustanovljen z ustanovitveno Rimsko pogodbo leta 1957; je najstarejši od vseh strukturnih skladov. Čeprav je bil glavni cilj ESS višja stopnja zaposlovanja, je sčasoma svoje delovanje prilagajal nastajajočim potrebam. V prvih letih po vojni je svoje delovanje usmeril predvsem v upravljanje migracije delavcev po Evropi; kasneje pa se je usmeril v boj proti nezaposlenosti med mladimi in slabo kvalificiranimi delavci. V tekočem obdobju financiranja, 2007-2013, ESS svojo pomoč usmerja predvsem na tiste, ki imajo težave z iskanjem zaposlitve, kot so na primer ženske, mladi, starejši delavci, migranti in invalidne osebe, s finančnimi sredstvi pa podjetjem in delavcem tudi pomaga, da se prilagodijo spremembam. To počne s podpiranjem inovacij na delovnem mestu, vseživljenjskega učenja in mobilnosti delavcev.

## Položaj ESS v politiki in strategijah ES
Splošna strategija Evropske unije je program lizbonske strategije, katerega cilj je, da bi Evropa do leta 2010 postala najbolj dinamična in konkurenčna, na znanju temelječa družba na svetu, ki bi lahko ustvarila trajno gospodarsko rast z več in boljšimi delovnimi mesti, dosegla večjo socialno kohezijo in spoštovanje okolja. Cilji programa lizbonske strategije oblikujejo prednostne naloge ESS.
Številni finančni inštrumenti in inštrumenti politike EU delujejo v podporo programa lizbonske strategije. Med njimi je kohezijska politika, katere cilj je zmanjšati ekonomske in socialne neenakosti med državami in regijami EU. To izvaja s pomočjo finančnih virov (strukturni skladi) iz proračuna EU – vključno s ESS – da bi podprla ekonomski in socialni razvoj manj razvitih regij. 
Glede na potrebo po povečanju konkurenčnosti in stopnje zaposlenosti zaradi globalizacije in staranja populacije, European Employment Strategy predpisuje koordinacijski okvir državam članicam ES, za dogovor o skupnih prednostnih nalogah in ciljih na področju zaposlovanja. Skupne prednostne naloge so potem sprejete v Employment Guidelines in vključene v National Reform Programmes, ki jih izdelajo države članice same. Financiranje ESS razporejajo države članice v podporo svojim nacionalnim programom reform kot tudi svojim nacionalnim strateškim referenčnim okvirjem (NSRO), s katerimi države članice določajo glavne prednostne naloge porabe sredstev strukturnih skladov EU, ki jih prejmejo.
Vlogo pri oblikovanju prednostnih nalog za uporabo sredstev ESS ima tudi European Social Agenda. Socialni program poskuša posodobiti ‘evropski socialni model’ s posodabljanjem trgov delovne sile in sistemi socialnega zavarovanja, tako da bi lahko delavci in podjetja izkoristili priložnosti, ki jih ustvarjajo mednarodna konkurenca, tehnološki napredek in spreminjanje vzorcev populacije, hkrati pa ščiti socialno najbolj ranljive. Poleg tega koncept ‘flexicurity’ prispeva k trenutnim pobudam ESS. Prožno varnost lahko definiramo kot strateško politiko za povečevanje prožnosti trgov delovne sile, delovnih organizacij in delovnih razmerij na eni strani ter za varnost zaposlitve in dohodkovno varnost na drugi. Izraz prožna varnost vključuje nov pristop k zaposlitvi, ki namesto preteklega modela ‘službe za preživetje’ vzpodbuja ‘delo za življenje’. Delavce vzpodbuja, da vzamejo v roke svoja delovna življenja z vseživljenjskim učenjem in se prilagajajo spremembam ter mobilnosti.

## ESS: opredelitev strategije
Evropska komisija in države EU v partnerstvu določajo, katere so prednostne naloge ESS in kako naj uporablja svoje vire. Ena od prednostnih nalog je povečanje prilagodljivosti delavcev z novimi znanji in spretnostmi in podjetij z novimi načini dela. Druge prednostne naloge se osredotočajo na izboljšanje dostopa do zaposlitve: s pomočjo za mlade pri prehodu iz šole v zaposlitev ali z usposabljanjem manj kvalificiranih iskalcev zaposlitve za izboljšanje njihovih možnosti za zaposlitev. Priložnosti za poklicno usposabljanje in vseživljenjsko učenje, s katerimi prebivalci pridobivajo nove spretnosti in znanja, resnično pomenijo velik del številnih projektov ESS.
Naslednja prednostna naloga se osredotoča na pomoč ljudem iz ranljivih skupin, da bi dobili delo. To je del spodbujanja k „socialnemu vključevanju“ in je znak pomembne vloge, ki jo ima zaposlovanje pri pomoči ljudem za boljše vključevanje v družbo in vsakdanje življenje. Finančna kriza je vodila v podvojitev prizadevanj, da bi ljudje obdržali zaposlitev ali hitro našli drugo delo, če ga izgubijo.

## Kako se dodeljujejo sredstva ESS
Vsaka država članica se v partnerstvu z Evropsko komisijo dogovori za enega ali več operativnih programov za financiranje ESS v sedemletnem programskem obdobju. Operativni programi opisujejo prednostne naloge dejavnosti ESS in njihovih ciljev.
EU razdeljuje sredstva ESS državam članicam in regijam za financiranje njihovih operativnih programov. Ti programi financirajo projekte, povezane z zaposlovanjem, ki jih vodijo najrazličnejše javne in zasebne organizacije, imenovane upravičenci. Ti projekti koristijo svojim udeležencem, po navadi so to posamezniki, vendar tudi podjetjem ali organizacijam.

### Delovanje v partnerstvu
Evropski socialni sklad je bil zasnovan in se vodi v partnerstvu med Evropsko komisijo in nacionalnimi ter regionalnimi organi. To partnerstvo vključuje tudi vrsto drugih partnerjev, kot so nevladne in delavske organizacije, pri načrtovanju strategije ESS in spremljanju njene izvedbe. Delovanje v partnerstvu je najboljši način za zagotavljanje, da je poraba čim bolj smotrna in učinkovita ter da izpolnjuje potrebe zadevne regije ali skupnosti. Delovanje ESS vodita še dve pomembni načeli:
- Sofinanciranje zagotavlja lastništvo na nacionalni in regionalni ravni. Financiranje ESS vedno spremlja javno ali zasebno financiranje. Stopnje sofinanciranja se gibljejo med 50 % in 85 % (v izjemnih primerih 95 %) skupnih stroškov projekta, odvisno od relativnega bogastva regije.
- Deljeno upravljanje omogoča prevzemanje odgovornosti na ustrezni ravni. Smernice ESS se oblikujejo na evropski ravni s posvetovanjem različnih zainteresiranih strani, operativni programi pa se uskladijo v pogajanjih med nacionalnimi organi in Komisijo. Izvedbo na terenu v okviru operativnih programov upravljajo ustrezni organi v vsaki državi.

### Financiranje na podlagi potreb
Stopnja financiranja ESS in vrste projektov, ki se financirajo, se razlikujejo glede na regije in je odvisna od njihovega relativnega bogastva. Regije EU so razdeljene na tri kategorije financiranja, glede na njihov regionalni BDP na prebivalca v primerjavi s povprečjem EU (EU s 27 državami članicami).

## Kako se izvaja ESS
ESS ni agencija za zaposlovanje in ne oglašuje delovnih mest, temveč financira več deset tisoč lokalnih, regionalnih in nacionalnih projektov, povezanih z zaposlovanjem, po vsej EU: od majhnih projektov, ki jih vodijo sosedska dobrodelna društva, da bi pomagala najti ustrezno delo invalidom iz lokalne skupnosti, do nacionalnih projektov, ki spodbujajo poklicno usposabljanje celotnega prebivalstva. 
Medtem ko se strategijo določa na enem nivoju EU, so za izvajanje financiranja ESS odgovorne države članice EU in regije. Po sprejetju strategije in porazdelitve proračuna se ubere različen pristop k načrtovanju programov. Države članice in njihove regije skupaj z Evropsko komisijo načrtujejo sedemletne operativne programe. V operativnih programih so opisana področja dejavnosti, ki bodo financirana, in sicer so lahko geografska ali tematska. 
Države članice imenujejo nacionalne upravne organe ESS, ki so odgovorni za izbiro projektov, izplačevanje sredstev ter ocenjevanje napredka in rezultatov projektov. Prav tako se imenujejo organi za potrjevanje in revizijski organi, ki nadzorujejo in zagotavljajo skladnost izdatkov s predpisom ESS.

## Projekti ESS
Projekti ESS se zelo razlikujejo po naravi, velikosti in ciljih ter se osredotočajo na zelo različne ciljne skupine. Obstajajo projekti, usmerjeni v izobraževalne sisteme, učitelje in šolarje; mlade in starejše iskalce zaposlitve; pa tudi v potencialne podjetnike iz vseh okolij. ESS je osredotočen na ljudi.
Izvedba ESS poteka preko projektov, na katere se prijavljajo in jih izvajajo številne organizacije, tako iz javnega kot zasebnega sektorja. Mednje spadajo nacionalni, regionalni in lokalni organi oblasti, ustanove za izobraževanje in usposabljanje, nevladne organizacije (NVO-ji) in prostovoljni sektor ter socialni partnerji, na primer sindikati in delavski sveti, industrijska in profesionalna združenja ter posamična podjetja.

## Evropski socialni sklad 2007-2013
V programskem obdobju od 2007 do 2013 je sklad vložil okoli 75 milijard € – skoraj 10 % proračuna EU – v projekte, ki pospešujejo zaposlovanje. Financiral je šest posebnih prednostnih področij:
1. Izboljšanje človeškega kapitala (34 % celotnega financiranja)
2. Izboljšanje dostopa do zaposlitve in trajnosti (30 %)
3. Povečanje prilagodljivosti delavcev, podjetij in podjetnikov (18 %)
4. Izboljšanje socialne vključenosti oseb z omejenimi možnostmi (14 %)
5. Krepitev institucionalne usposobljenosti na nacionalnih, regionalnih in lokalnih nivojih (3 %)
6. Aktiviranje reform na področju zaposlovanja in vključevanja (1 %)

V posamičnih regijah je bila dejanska porazdelitev sredstev odvisna od lokalnih in regionalnih prednostnih nalog. Vseh šest prednostnih področij se je uporabljalo tako za konvergenco kot regionalno konkurenčnost in cilje zaposlovanja; vendar konvergenčne regije po navadi dajejo prednost ‘izboljšanju človeškega kapitala’. 
Razporeditev sredstev iz ESS državam članicam za obdobje 2007-2013 je prikazano v preglednici 2. Prerazdelitvene značilnosti ESS so vidne v preglednici 3, ki prikazuje porabo na prebivalca v državah članicah.

## Evropski socialni sklad 2024-2020
Evropska unija se je zavezala, da bo ustvarila nova in boljša delovna mesta in socialno vključujočo družbo. Ti cilji so jedro strategije Evropa 2020 za ustvarjanje pametne, trajnostne in vključujoče rasti v EU. ESS ima pomembno vlogo pri doseganju evropskih ciljev in zmanjševanju posledic gospodarske krize, še posebno dviga brezposelnosti in stopenj revščine. Financiranje ESS v višini 10 milijard EUR na leto izboljšuje možnosti za zaposlitev milijonov Evropejcev, zlasti tistih, ki težko najdejo delo.

## Dodatna literatura
1. Prospekt ESS: Prospekt, izdan leta 2007, ponuja osnovne informacije o ciljih, utemeljitvah in delovanju Evropskega socialnega sklada. Na voljo je v 23 jezikih EU.
2. Statistične informacije: Ponujajo pregled dejavnosti Evropskega socialnega sklada za obdobje 2007-2013, v tem prospektu so razčlenjena ključna dejstva in številke, povezani s programom.
3. Brošura ob 50. obletnici: Ob 50. obletnici Evropskega socialnega sklada je Komisija izdala ilustrirano knjigo z opisi dejavnosti ESS preteklih petih desetletij.
4. Zemljevid primernih regij ESS 2007-2013Na zemljevidu so označene nove regije, ki izpolnjujejo pogoje za programsko obdobje 2007-2013 Evropskega socialnega sklada.
5. Zgodbe o uspehu ESS: Več kot 70 zgodb o uspehu priča o tem, kako so projekti ESS izboljšali delovna življenja ljudi po vsej Evropi.
6. Pravni teksti EU o ESS: Uredba (ES) št. 1081/2006 z dne 5. julija 2006 o Evropskem socialnem skladu.